# Dados em painel
Dados em painel ou dados longitudinais (em inglês panel data) é um termo comum em estatística e suas aplicações em econometria e é utilizado para designar informações de várias unidades amostrais (indivíduos, empresas, etc) acompanhadas, em geral, ao longo do tempo. Dessa forma, as observações são consideradas em duas dimensões uma delas é a unidade amostral e a outra é o tempo. Por exemplo, os preços mensais do quilograma de feijão em vários supermercados durante esse ano. Além disso, o tempo pode ser substituído por outras condições de observação como diferentes lugares.
As informações de cada unidade amostral, composta por todas as suas observações ao longo do tempo é também chamada de séries temporais. Por exemplo, os preços mensais do quilograma de feijão ao longo desse ano em um único supermercado é uma série com 12 observações. 
Dados de séries temporais podem ser considerados como um caso particular de dados em painel, pois nesse caso apenas uma unidade amostral é acompanhada ao longo do tempo.
Dados em painel são obtidos a partir de estudos longitudinais ou estudos em painel. 
Os dados podem ser balanceados quando as observações de todas as unidades estão disponíveis ao longo de todo o período de tempo, ou painéis não-balanceados quando uma ou mais unidades não está presente em todos os períodos da base de dados. O segundo caso pode originar diversos problemas a serem considerados, um deles ocorre se a ausência das unidades na base de dados não é aleatória (exemplo: Atrição). Os modelos de análise mais utilizados são efeitos fixos e efeitos aleatórios.